# Apași
Apași (în engleză și franceză Apache, pronunțat în pronunție franceză: /a.paʃ/; engleză: /əˈpætʃiː/) e un nume colectiv dat unor națiuni (grupuri etnice) indigene amerindiene cu culturi asemănătoare, care viețuiesc în SUA în vestul Arizonei, unele regiuni din Texas și New Mexico, precum și în nord-estul Mexicului.

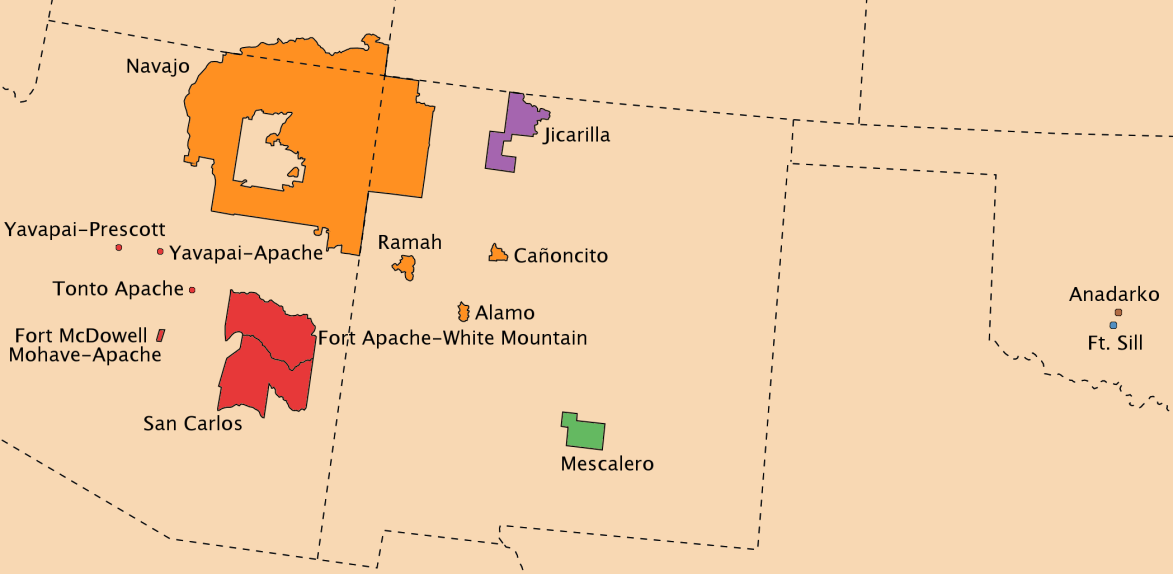
Răspândirea populaţiilor apaşe în prezent

Cuvintele „Apache” și „apaș” provin din cuvântul din limba zuňi „apachu” care înseamnă dușman, de aici numele pe care i-l puseseră spaniolii. Ei înșiși se denumesc Ndee, Inde, T`Inde, N`de sau N`ne, în funcție de dialect, ceea ce înseamnă oameni sau lume.
Apașii vorbesc o serie de limbi athabascane care sunt clasificate în: apașa din preria nord-americană, apașa orientală și apașa occidentală, fiecare având mai multe dialecte, destul de inteligibile între ele.

## Personalități apașe
- Cochise, Șef apaș
- Mangas Coloradas, Șef apaș
- Loco, Șef apaș
- Taza, Șef apaș
- Nana, Șef apaș
- Mangas, Șef apaș
- Geronimo, Căpetenie apașă
- Dahteste, războinică apașă
- Alchesay, călăuză și Șef apaș
- Naiche, Șef apaș
- Victorio, Șef apaș
- Gouyen, războinică apașă
- Lozen, războinică apașă
- Chatto, călăuză apașă
- Jay Tavare, actor
- Raoul Trujillo, dansator, coregraf, actor
- Mary Kim Titla, publicist, jurnalist, fost reporter TV și candidat pentru un loc în Congres la alegerile primare din 2008, în  Districtul 1 din Arizona.